# Киммел, Джимми
Джеймс Кри́стиан (Джи́мми) Ки́ммел (англ. James Christian (Jimmy) Kimmel; род. 13 ноября 1967, Бруклин, Нью-Йорк, Нью-Йорк, США) — американский телеведущий, комик, сценарист, продюсер и актёр.

## Биография
Родился в католической семье в Бруклине, Нью-Йорк, однако с 9-летнего возраста вместе с родителями жил в Неваде. Ещё во время учёбы в школе начал пробовать себя в роли ведущего. Обучаясь в университете, работал на студенческом телеканале. С 1989 года начал настоящую телевизионную карьеру. Участвовал во многих популярных телешоу. Снимался в нескольких фильмах, в основном комедийных. С 2003 года ведёт собственное шоу «Джимми Киммел в прямом эфире».
В декабре 2016 года стало известно о том, что Джимми Киммел выбран Академией кинематографических искусств и наук в качестве ведущего самого значимого телевизионного события в США, не связанного со спортом, — 89-й церемонии вручения кинопремии «Оскар».
4 марта 2018 года Джимми Киммел вернулся в качестве ведущего юбилейной — 90-й — церемонии вручения кинопремии «Оскар». Во время церемонии он негативно высказался в отношении президента США Дональда Трампа, вице-президента Майка Пенса и зрителей телеканала Fox News.

## Личная жизнь
С 25 июня 1988 года по 16 июня 2003 года Джимми был женат на Джине Киммел. У бывших супругов есть двое детей: дочь Кэти Киммел (род. 1991) и сын Кевин Киммел (род. 1993).
С 2002 по март 2009 года встречался с Сарой Сильверман.
С 13 июля 2013 года Джимми женат на Молли Макнерни, с которой он встречался 4 года до их свадьбы. У супругов есть двое детей: дочь Джейн Киммел (род. 10 июля 2014) и сын Уильям Джон «Билли» Киммел (род. 21 апреля 2017).
Страдает нарколепсией.